# Luigi Tessarollo
Luigi Tessarollo (...) è un chitarrista e compositore italiano.
Diplomato in Musica Jazz e in Chitarra Classica è docente di Chitarra Jazz e Musica d'Insieme al Conservatorio di Milano.

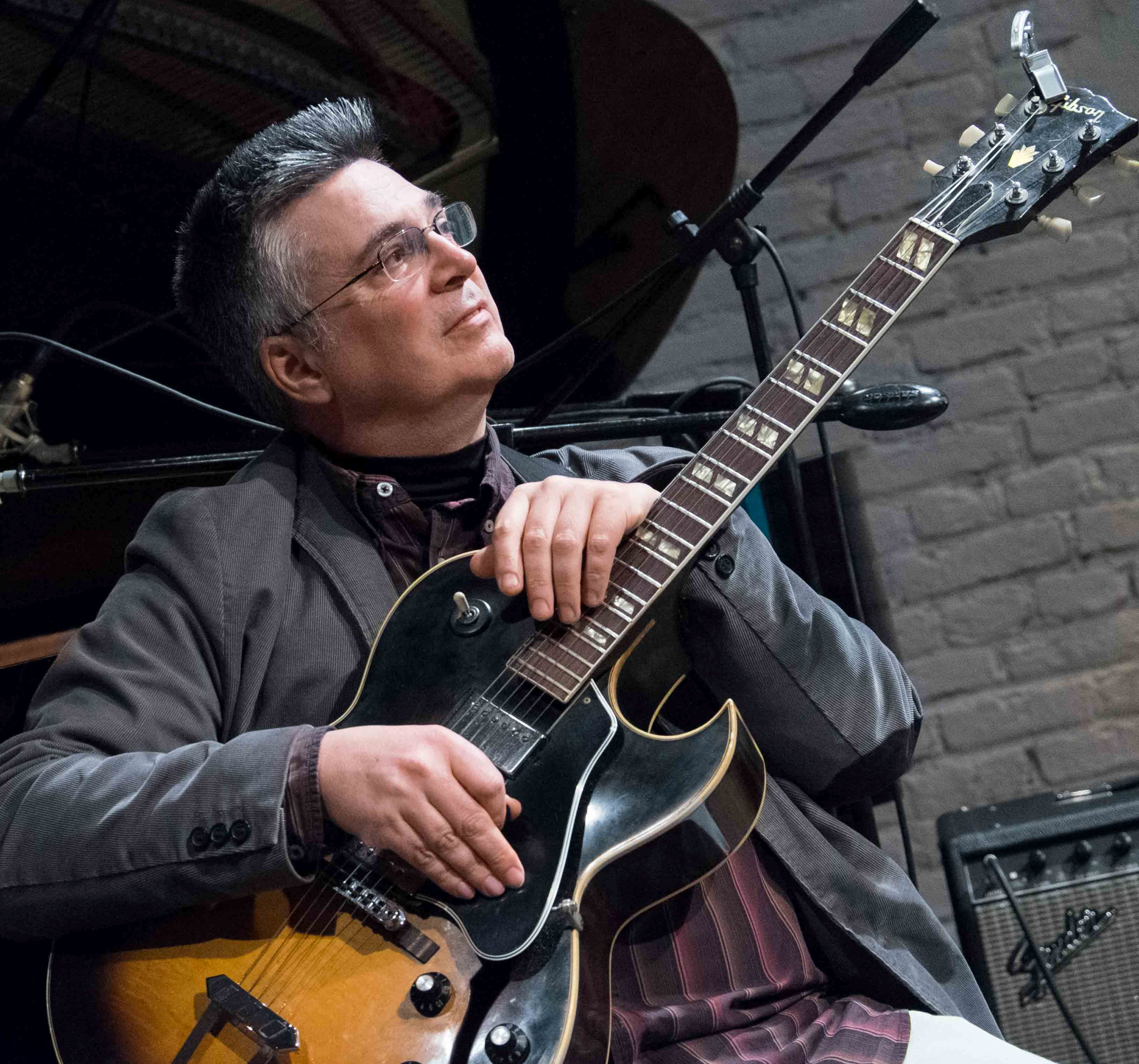
Luigi Tessarollo

## Biografia
Inizia lo studio della chitarra giovanissimo e avvia la sua attività professionale nei primi anni del Liceo. A 17 anni si iscrive alla SIAE come compositore.
A 23 anni incide il suo primo LP con il gruppo jazz rock Arti e Mestieri con cui calca le scene nei primi concerti da professionista. Negli anni successivi seguono diverse esperienze formative artistiche e professionali: chitarrista della RAI-TV nei primi anni ottanta, ospite in trasmissioni televisive su canali nazionali, concerti con Gloria Gaynor, studi di musica indiana a Varanasi, incisione di due LP di musica greca per la Grecia con bouzouki e chitarre. Tra le esperienze formative che più lo influenzano ci sono gli incontri con maestri del jazz come Jim Hall, John Scofield, John Abercrombie, Kevin Eubanks, Dave Holland.
Incoraggiato e appoggiato dalla famiglia lascia gli studi universitari per dedicarsi completamente alla musica. 
Nel 1989 Color, con Piero Leveratto al contrabbasso, Marco Barberis alla batteria e Mauro Negri ospite ai sassofoni, è il primo lavoro discografico come leader. 
Dal 1991 e per circa 10 anni collabora con il sassofonista statunitense George Garzone con cui si esibisce tra Italia e Stati Uniti. Nel 1993 vincono la rassegna Best of Boston Jazz Search e si esibiscono insieme al Regattabar di Boston. Con Garzone incide quattro cd, due dei quali in qualità di leader.
Nel 1992 fonda il quartetto Passage con cui incide due Cd e si esibisce in Festival internazionali e in cinque tournée, con Dean Johnson e Ron Vincent (già ritmica di Gerry Mulligan) e Maurizio Giammarco.
Gli anni ’90 sono anche gli anni dei primi riconoscimenti, nel 1991 il Grenoble Jazz Festival lo invita a rappresentare, con composizioni proprie, il jazz italiano. Nel 1995 è chiamato a far parte dell'Orchestra Nazionale dei Musicisti Jazz Italiani.
Nel 1997 fonda il Mediterranean Trio con Dario Deidda al fretless e Alex Rolle alle percussioni, con cui si esibisce in festival e rassegne specializzate e con cui realizza il Cd omonimo per Bonandrini. 
Nel 1998 parte il progetto dedicato a Bill Evans e Jim Hall, in duo con Stefano Bollani, da cui nasce il Cd omonimo registrato dal vivo in Svizzera per la Radio Nazionale e commissionato dall’etichetta discografica DDQ.
Gli anni dal 1999 al 2002 lo vedono impegnato nel quartetto con Adam Nussbaum, Riccardo Fassi e Paolino dalla Porta quattro tournée e nella pubblicazione del cd Bemsha.
Nel 2000 nasce l'Italian Standards Trio con Manhù Roche alla batteria e Ares Tavolazzi al contrabbasso. 
Dal 2001 inizia la collaborazione con la cantante statunitense Rachel Gould, con la quale registra due dischi in quartetto e suona nei più prestigiosi festival italiani tra i quali: Jazz&Image a Roma, Cremona Jazz, Volterra Jazz, Villa Celimontana Jazz festival, Crossroads Europe Jazz Festival, Verona Jazz, Pordenone Jazz Festival, Laigueglia PercFest, Altitude Jazz Festival di Briancon (Francia), Avigliana Jazz Festival, Faenza Jazz e molti altri.
Sempre nel 2001 fonda, con il chitarrista brasiliano Roberto Taufic, il duo StringsGame con cui si esibisce regolarmente. Nel 2006 esce il primo disco StringsGame – Jogo de cordas, nello stesso anno il duo viene chiamato a rappresentare il jazz italiano ai XX Giochi olimpici invernali di Torino e nel 2012 vede la luce il loro secondo lavoro Painting with strings che ottiene il plauso del chitarrista John Abercrombie.
Nel 2004 collabora ad un progetto discografico dal titolo Musica del Piemonte tra passato e presente con Fulvio Chiara. È il primo disco e progetto musicale ad indirizzo jazzistico mai realizzato prima d’ora con questo organico: chitarra classica e tromba. Il lavoro contiene rielaborazioni originali di materiale compositivo mutuato dalla storia della canzone piemontese ed è accompagnato da un libriccino di 50 pagine con commenti e note di scrittori piemontesi: Luciana Littizzetto, Bruno Gambarotta, Giuseppe Culicchia, Gipo Farassino, Marco Basso. Contribuiscono alla realizzazione del lavoro la Regione Piemonte e il Premio Grinzane Cavour. 
Dal 2007 al 2009 lavora in duo con il violinista molisano Luca Ciarla; la collaborazione sfocia nel cd  Fiddler in the loop
Nel 2008 con i newyorkesi Jay Azzolina (già chitarrista del noto gruppo americano Spyro Gyra) e Ron Vincent (batteria) dà il via ad un quartetto a due chitarre che porta alla pubblicazione di un cd di sole composizioni originali Ray’s Hat Trick
Nel 2009 si affianca a Mattia Cigalini (sax alto) con cui registra il progetto Italian melodies in Jazz con brani italiani rielaborati dallo stesso Tessarollo. 
La collaborazione con Mattia Cigalini si rinnova nella pubblicazione del cd Initiation (Ottobre 2014) prodotto da Abeat Records in quartetto con Paolino Dalla Porta al contrabbasso e Manhù Roche alla batteria.
È del 2013 il tour in trio con Alberto Gurrisi all’organo hammond e Adam Nussbaum alla batteria. 
Sempre in trio con Alberto Gurrisi all’hammond ma questa volta con Enzo Zirilli alla batteria e percussioni Tessarollo presenta un concerto delle sue migliori composizioni mettendo in luce le potenzialità dei tre strumenti. Con questo trio è attivo in Italia e all’estero in festival e rassegne.
Nasce nel 2015 il progetto in duo con il pianista Dado Moroni, avviato poco dopo la scomparsa di Jim Hall che crea l’ispirazione per questa unione. In duo hanno pubblicato il cd Talking strings per l'Abeat Records.

## Discografia
- 1983 – Acquario Arti & Mestieri con Chirico, Salerno, Mari, Scategni, Merlo Acquario
- 1989 – Color Luigi Tessarollo Trio (Special Guest Mauro Negri), Ricordi/Les Folies Art
- 1991 – Do You Know A Cheap Hotel? George Garzone Quartet (1991)
- 1991 – Molinari Quintet (Featuring G.Garzone, M.Wilson, D.Yeats, L.Molinari), Accurate Records, Massachusetts
- 1992 – Doctor in Jazz (Feat. Hal Stein, Jennie Stein, P.Leveratto), Diaferia Ensemble Splasc(H)
- 1992 – Passage Quartet (Featuring M.Giammarco, D.Johnson, R.Vincent), Beat Records - Roma
- 1995 – 2nd Passage Quartet (Featuring M.Giammarco, D.Johnson, R.Vincent), Via Veneto Jazz - Roma
- 1995 – Kaleidoscope Luigi Tessarollo Trio (Special Guest George Garzone), D.D.Q. - Milano
- 1998 – Soul Seasons Luigi Tessarollo Quartet (Featuring George Garzone), D.D.Q. - Milano
- 1999 – Mediterranean Trio Tessarollo-Deidda-Rolle, D.D.Q. - Milano
- 2001 – Bemsha Tessarollo-Fassi-Dalla Porta-Nussbaum, Splas(H) Records Varese
- 2002 – Homage To Bill Evans and Jim Hall Luigi Tessarollo - Stefano Bollani Duo, Milano, D.D.Q.
- 2003 – Iseo Jazz 10 Anni di Jazz Italiano Fassi -Tessarollo- Boltro- Cisi -Renzi -Arnold, Cdpm 2003 Milano Eventi
- 2004 – Christmas In Jazz Claudio Chiara - Luigi Tessarollo Christmas Quartet, Torino
- 2004 – Finally! Rachel Gould - Luigi Tessarollo - Attilio Zanchi - Gianni Cazzola (Live), Philology
- 2005 – Musica Del Piemonte Tra Passato e Presente Luigi Tessarollo – Fulvio Chiara Enthropya- Perugia 2005 Ristampa 2010
- 2006 – Jogo De Cordas Luigi Tessarollo - Roberto Taufic Duo, Velut Luna - Padova
- 2008 – Tribute To Hoagy Carmichael Rachel Gould - Luigi Tessarollo Quartet, Geko Records - Saluzzo
- 2009 – Fiddler in The Loop (Luca Ciarla - Special Guest Luigi Tessarollo, Ferruccio Spinetti, Gregg Koyle) Violipiano Records 2009
- 2010 – Italian Melodies in Jazz Cigalini-Tessarollo-Maiorino-Minetto, Lute Records - Torino
- 2010 – Ray’s Hat Trick Luigi Tessarollo- Jay Azzolina 4tet Feat. Ron Vincent Ray’s Hat Trick, Lute Records - Torino
- 2012 – Painting With Strings Luigi Tessarollo - Roberto Taufic Duo, Lute Records - Torino
- 2014 – Initiation Mattia Cigalini-Luigi Tessarollo 4et feat. Paolino Dalla Porta – Manhù Roche, Abeat Records - Milano